# Choi Yoon-yeol
Choi Yoon-yeol (17 de abril de 1974) é um treinador ex-futebolista profissional sul-coreano que atuava como defensor.

## Carreira
Choi Yoon-yeol representou a Seleção Sul-Coreana de Futebol nas Olimpíadas de 1996.